# Шећерна трска
{{automatic taxobox
| image = Sugar cane leaves.jpg
| image_caption = листови шећерне трске
| taxon = Saccharum
| authority = 
| subdivision_ranks = врсте
| subdivision = 
-{Saccharum arundinaceum 

Saccharum bengalense 

Saccharum edule 

Saccharum officinarum 

Saccharum procerum 

Saccharum ravennae 

Saccharum robustum 

Saccharum sinense 

Saccharum spontaneum}- 

}}
Шећерна трска је род високих трава. Уобичајено станиште им је у топлим, тропским предјелима. Имају чврсте листове, високе и по 6 метара, у којима се налази сок богат шећером. Све врсте које постоје су укрштене у сврху повећања процента шећера у биљном соку. Прерадом дјелова шећерне трске добија се шећер.